# Sematophyllum strepsiphyllum
Sematophyllum strepsiphyllum là một loài rêu trong họ Sematophyllaceae. Loài này được (Mont.) A. Jaeger mô tả khoa học đầu tiên năm 1878.